# Kot na Pohorju
Kot na Pohorju je razloženo naselje samotnih kmetij na južnem pobočju Pohorja v Občini Slovenska Bistrica.

## Zgodovina
V Kotu je bilo 15. aprila 1944 zborovanje aktivistov iz Konjic in Slovenske Bistrice. 23. maja 1944 sta se v okolici Kota spopadli Zidanškova in Bračičeva, 26. novembra pa še Tomšičeva brigada. V letih 1944 in 1945 je v Kotu delovala kurirska postaja.